# Edisto Rocks
Edisto Rocks är några skär i Antarktis. Den ligger i havet utanför Västantarktis. Argentina, Chile och Storbritannien gör anspråk på området.